# 브와디스와프 타타르키에비치
브와디스와프 타타르키에비치(폴란드어: Władysław Tatarkiewicz, 폴란드어 발음: [vwaˈdɨswaf tatarˈkʲevitʂ], 1886년 4월 3일~1980년 4월 4일)는 폴란드의 철학자, 미학자이다. 
바르샤바 대학교에서 수학했고 마르부르크 대학교에서 박사 학위를 취득했다. 미학의 역사에 대한 연구로 잘 알려졌으며 고대 그리스부터 18세기 유럽까지의 미학의 역사에 대해 추적한 여러 저작과 논문을 발표했다.
1915~1919년과 1923~1961년에 바르샤바 대학교 교수로 활동했으며 1930년에 폴란드 과학 아카데미 회원이 되었다.

## 저서
- 《미학사》(Historia estetyki, 1970~1974)
- 《철학사》(Historia filozofii, 1978)
- 《완벽함에 대하여》(O doskonałości, 1976)